# Hades Nebula
Hades Nebula is een videospel voor diverse platforms. Het spel werd uitgebracht in 1987

## Platforms
| Jaar | Platform                  |
| ---- | ------------------------- |
| 1987 | Commodore 64, ZX Spectrum |
| 1988 | Atari ST                  |

## Ontvangst
| Beoordeeld door                | Jaar | Platform     | Score |
| ------------------------------ | ---- | ------------ | ----- |
| Computer and Video Games (CVG) | 1987 | ZX Spectrum  | 90%   |
| ASM (Aktueller Software Markt) | 1987 | Atari ST     | 82%   |
| ST Action                      | 1988 | Atari ST     | 78%   |
| ASM (Aktueller Software Markt) | 1987 | Commodore 64 | 77%   |
| Happy Computer                 | 1986 | Atari ST     | 52%   |
| Lemon64                        | 2013 | Commodore 64 | 50%   |
| Computer and Video Games (CVG) | 1987 | Atari ST     | 50%   |